# Stanisław Andrzej Trzebicki
Stanisław Andrzej Trzebicki herbu Łabędź (zm. w 1682 roku) – kasztelan spycimierski w 1682 roku, chorąży mniejszy sieradzki w latach 1666–1681, pułkownik królewski, dworzanin królewski.
Studiował na Uniwersytecie w Ingolstadt w 1659 roku. Poseł sejmiku szadkowskiego na sejm nadzwyczajny 1668 roku.
Był elektorem Michała Korybuta Wiśniowieckiego z województwa sieradzkiego w 1669 roku. W 1674 roku był elektorem Jana III Sobieskiego z województwa sieradzkiego. 